# Teo Torriatte (Let Us Cling Together)
Teo Torriatte (Let Us Cling Together) (手をとりあって Te o Toriatte) je skladba skupiny Queen, která vyšla na albu A Day at the Races z roku 1976. Napsal ji kytarista Brian May. Je desátou a zároveň poslední skladbou na albu. Vyšla i jako singl.
Skladba je zajímavá tím, že má dva verše nazpívané v japonštině; je to jedna ze čtyř písní Queen, kde je celá sloka zazpívaná v jiném jazyce, než je anglický. Píseň doprovází klavír, klávesy a harmonium. Na všech tyto nástroje hrál Brian May a také je to jediná píseň, ve které na klavír nehraje Freddie Mercury.